# Friederike Fliedner
Friederike Fliedner, född 1800, död 1842, var en tysk diakonissa. 
Hon var gift med Theodor Fliedner. Hon var medgrundare till Kaiserswerther Diakonie 1836, och föreståndare för diakonisseskolan. 